# Jerry Martin (skoczek narciarski)
Jerry Kenneth Martin (ur. 18 sierpnia 1950 w Minneapolis) – amerykański skoczek narciarski. Dwukrotny olimpijczyk (1972 i 1976), uczestnik mistrzostw świata seniorów (1970 i 1974) i mistrzostw świata w lotach narciarskich (1975). Trzy razy zwyciężał w Tygodniu Lotów Narciarskich rozgrywanym na Copper Peak w Ironwood (1973–1975). Trzykrotny mistrz kraju. Po zakończeniu kariery został trenerem skoków narciarskich i działaczem sportowym.
Jego brat, Jay Martin, również był skoczkiem narciarskim i olimpijczykiem (1968).

## Życiorys
Martin zaczął trenować skoki narciarskie w wieku 5 lat, za sprawą swojego ojca, Kena. W 1965, jako 14-latek, zdobył mistrzostwo Stanów Zjednoczonych juniorów, będąc najmłodszym w historii skoczkiem, który tego dokonał. W 1967 został zaproszony do treningów z reprezentacją Stanów Zjednoczonych w skokach narciarskich, z którą wyleciał na zawody rozgrywane w Europie. Na przełomie 1967 i 1968 po raz pierwszy wziął udział w Turnieju Czterech Skoczni – w każdym z konkursów 16. jego edycji plasował się w siódmej dziesiątce, kończąc turniej na 64. lokacie. Brał udział w testach amerykańskiej reprezentacji przed Zimowymi Igrzyskami Olimpijskimi 1968, jednak nie zdołał się do niej zakwalifikować. Do amerykańskiej reprezentacji został ostatecznie włączony rok później i znajdował się w jej składzie do zakończenia kariery w 1976
W 1970 zadebiutował w mistrzostwach świata w narciarstwie klasycznym – na skoczni normalnej był 44., a na dużej 48. W 1971 bez sukcesów brał udział w Igrzyskach Narciarskich w Lahti i Festiwalu Narciarskim w Holmenkollen. W tym samym roku zdobył pierwsze mistrzostwo Stanów Zjednoczonych. Ponadto skokiem na odległość 345 stóp (około 105 metrów) ustanowił rekord Pine Mountain Jump w Iron Mountain – wynik ten był wówczas najlepszym rezultatem uzyskanym kiedykolwiek w Ameryce Północnej. Latem 1971, podczas pracy w firmie Brisson Stucco, prowadzonej przez trenera Eda Brissona stracił wzrok w prawym oku – podczas mocowania rusztowania do ceglanej ściany gwóźdź przybijany przez pomagającego tynkarzom Martina złamał się, wbijając się w jego oko. Mimo wypadku, z początkiem sezonu zimowego Martin powrócił do treningów, a następnie kontynuował karierę, skacząc z jednym sprawnym okiem.
W 1972 zwyciężył w amerykańskich kwalifikacjach olimpijskich, dzięki czemu pojechał na igrzyska w Sapporo, na których uplasował się w czwartej dziesiątce – na skoczni normalnej był 34., a na obiekcie dużym 36. W 1973 zwyciężył w Tygodniu Lotów Narciarskich rozgrywanym na Copper Peak w Ironwood. W swojej najlepszej próbie uzyskał wówczas 137 metrów, ustanawiając nowy rekord obiektu. W tym samym roku zdobył także drugie w karierze mistrzostwo kraju seniorów. W 22. Turnieju Czterech Skoczni notował najlepsze w karierze wyniki w tej imprezie, plasując się na przełomie drugiej i trzeciej dziesiątki pierwszych trzech konkursów (kolejno: 13., 24. i 20.). Za sprawą słabego występu w kończących turniej zawodach w Bischofshofen (61. lokata), w ostatecznej klasyfikacji turnieju zajął 28. pozycję. W lutym 1974 po raz drugi wygrał Tydzień Lotów Narciarskich w Ironwood, skokiem na odległość 144 metrów poprawiając rekord Copper Peak. W tym samym miesiącu wystartował w mistrzostwach świata seniorów, plasując się na 39. lokacie w konkursie na skoczni normalnej. W 1975 po raz trzeci i ostatni triumfował w Tygodniu Lotów Narciarskich w Ironwood, ponownie poprawiając rekord obiektu (147 metrów). Wynik ten, uzyskany 7 lutego 1975, jest jednocześnie jego rekordem życiowym. Zajął 18. pozycję w Mistrzostwach Świata w Lotach Narciarskich 1975. W tym samym roku zdobył trzeci tytuł mistrza kraju, a także ustanowił nowy rekord skoczni Suicide Hill w Ishpeming (284 stopy, czyli około 86,5 metra). W 1976 zwyciężył w mistrzostwach Kanady. Zarówno w mistrzostwach Stanów Zjednoczonych, jak i w amerykańskich kwalifikacjach olimpijskich w tym roku zajmował z kolei drugie lokaty. Na igrzyskach w Innsbrucku uplasował się na 27. pozycji na skoczni normalnej i na 32. na obiekcie dużym. W tym samym roku zakończył karierę.
Po zakończeniu kariery został trenerem skoków narciarskich, a także działaczem sportowym – pełnił między innymi funkcję prezydenta klubu narciarskiego z Minneapolis i zajmował się treningiem miejscowych juniorów. W 2008 został włączony do amerykańskiej galerii sławy skoków narciarskich (The American Ski Jumping Hall of Fame).

## Osiągnięcia

### Zimowe igrzyska olimpijskie

#### Indywidualnie
| 1972 Sapporo   | – | 34. miejsce (skocznia normalna), 36. miejsce (skocznia duża) |
| 1976 Innsbruck | – | 27. miejsce (skocznia normalna), 32. miejsce (skocznia duża) |

### Mistrzostwa świata

#### Indywidualnie
| 1970 Szczyrbskie Jezioro | – | 44. miejsce (skocznia normalna), 48. miejsce (skocznia duża) |
| 1974 Falun               | – | 39. miejsce (skocznia normalna)                              |

### Mistrzostwa świata w lotach narciarskich

#### Indywidualnie
| 1975 Tauplitz | – | 18. miejsce |

### Turniej Czterech Skoczni
| 16. Turniej Czterech Skoczni |                        |           |               |       |         |
| Oberstdorf                   | Garmisch-Partenkirchen | Innsbruck | Bischofshofen | Nota  | Miejsce |
| 64                           | 66                     | 62        | 68            | 627,3 | 64      |
| 18. Turniej Czterech Skoczni |                        |           |               |       |         |
| Oberstdorf                   | Garmisch-Partenkirchen | Innsbruck | Bischofshofen | Nota  | Miejsce |
| 49                           | 68                     | 81        | 51            | 694,8 | 62      |
| 22. Turniej Czterech Skoczni |                        |           |               |       |         |
| Oberstdorf                   | Garmisch-Partenkirchen | Innsbruck | Bischofshofen | Nota  | Miejsce |
| 13                           | 24                     | 20        | 61            | 815,2 | 28      |
| 24. Turniej Czterech Skoczni |                        |           |               |       |         |
| Oberstdorf                   | Garmisch-Partenkirchen | Innsbruck | Bischofshofen | Nota  | Miejsce |
| 18                           | 48                     | 37        | 69            | 701,4 | 46      |